# Durham (Maine)
Durham – miasto w Stanach Zjednoczonych, w stanie Maine, w hrabstwie Androscoggin.